# Scorzèta
La scorzèta è un insaccato fresco di carne di maiale tipico del Primiero, nella provincia autonoma di Trento. È riconosciuto quale prodotto agroalimentare tradizionale.

## Descrizione
È un insaccato povero, nato per utilizzare le carni di seconda scelta dei maiali, che vengono macinate assieme alle cotiche. Le carni vengono insaporite con sale, aglio e spezie e insaccate in budelli di maiale in pezzi da 8-10 cm di lunghezza e circa 150 g di peso.
Le scorzète vengono fatte asciugare appese per breve tempo (da 12 ore a 3 giorni) e talora leggermente affumicate.
Non contenendo conservanti, vanno consumate rapidamente. Vengono cucinate intere o tagliate a rondelle; di norma vengono bollite oppure cotte insieme ai crauti. Oltre che dai crauti, le scorzète possono essere accompagnate, similmente al cotechino, con purè di patate, lenticchie o fagioli.